# リチャード・タウンゼント・デイヴィス
リチャード・タウンゼント・デイヴィス（Richard Townsend Davies, 1920年5月28日 - 2005年3月30日）は、アメリカ合衆国の外交官。

## 生い立ち
1920年5月28日、デイヴィスはニューヨーク州ブルックリン区において誕生した。1942年にコロンビア大学で学士号を取得。

## 国務省での活動
デイヴィスは1947年に国務省外交部に入省した。デイヴィスは入省直後から2年間、ポーランドのワルシャワ大使館で領事として勤務した。その後ソビエト連邦のモスクワ大使館に勤め、1962年のキューバ危機を経験した。続いて1965年から1968年までアメリカ情報局で、ソビエト連邦および東ヨーロッパ担当部長補佐を務めた。デイヴィスはリチャード・ニクソン政権時代にヨーロッパ担当国務副次官補を務めた。

## 駐ポーランド大使
デイヴィスは1973年から1978年まで駐ポーランド大使を務めた。デイヴィスは貿易問題の対応にあたり、ジェラルド・フォード大統領およびジミー・カーター大統領の来訪日程を調整した。デイヴィスは駐在中、ポーランド・カトリック教会のステファン・ヴィジンスキ枢機卿と公式面会を行った。また、後のローマ教皇であるカロル・ヴォイティワ枢機卿とも関係を築いた。

## 晩年
デイヴィスは2005年3月30日にワシントンD.C.のワシントン医療センターで死去した。